# Talmönster
I ett talmönster sker någonting upprepande eller igenkännande inom exempelvis siffror och bokstäver på ett matematiskt vis.
Ett talmönster är inte giltigt om det består av enbart siffror utan en logisk, matematisk förklaring till dess följd.